# Route nationale 617
Pour les articles homonymes, voir Route 617.
La route nationale 617 ou RN 617 était une route nationale française reliant Perpignan à Canet-Plage.
À la suite de la réforme de 1972, elle a été déclassée en RD 617.
Dans les années 1990, une voie express a été construite entre Perpignan et Canet-en-Roussillon, elle se nomme RD 617 ; l'ancienne RD 617 est devenue RD 617a.

## Ancien tracé de Perpignan à Canet-Plage
- Perpignan
- Canet-en-Roussillon
- Canet-Plage

### Échangeurs
- 1 : Rocade Saint-Jacques
- 2 : Bompas
- 3 : RD 617a
- 4 : RD 617b
- 5 : RD 11